# Eotomaria
Eotomaria is een geslacht van uitgestorven weekdieren uit de klasse van de Gastropoda (slakken). Exemplaren van dit geslacht zijn slechts als fossiel bekend.

## Soorten
- Eotomaria sublaevis Ulrich, 1897 †